# Airizer Csaba
Airizer Csaba (Kolozsvár, 1943. augusztus 23. –) romániai magyar operaénekes (basszus).

## Pályája
Pályafutását 1962-ben a kolozsvári Állami Magyar Operában kezdte, ahol a karkötelezettség mellett kisebb szólószerepeket is énekelt. Énektanulmányait 1967–1972 között végezte Bukarestben a Ciprian Porumbescu Zeneakadémia operatanszakán. A kolozsvári Román Operában Fülöp király szerepében (Verdi: Don Carlos) debütált. 1972 augusztusától húsz éven át a temesvári Román Opera magánénekese volt. 1991 augusztusában szerződtette a pesti Operaház.
Repertoárján szerepel az operairodalom közel száz basszus, ill. basszbariton szerepe. Közreműködője hanglemez- és televíziós operafelvételeknek is.

## Híres szerepei
- F.Sz. Bouillon herceg (Cilea: Adriana Lecouvreur)
- Fasolt (Wagner: A rajna kincse)
- Mózes (Rossini)

## Forrás
- Magyar Színházművészeti Lexikon